# اچ‌ام‌اس بیگل (۱۸۰۴)
اچ‌ام‌اس بیگل (۱۸۰۴) (به انگلیسی: HMS Beagle (1804)) یک کشتی بود که طول آن ۱۰۰ فوت (۳۰٫۵ متر) بود. این کشتی در سال ۱۸۰۴ ساخته شد.